# Walter Manoschek
Walter Manoschek (* 21. avgust 1957 na Dunaju) je avstrijski politolog in izredni univerzitetni profesor na univerzi na Dunaju.

## Življenje
Leta 1990 je Manoschek zaključil svoj študij politične znanosti na Dunajski univerzi z dr. fil. in je nato med leti 1992 in 2001 deloval kot asistent na inštitutu za državno in politično znanost na univerzi na Dunaju. Od leta 2001 naprej je habitiliran na isti univerzi za politično znanost in je tudi izvrstni univerzitetni profesor, prav tam od leta 2004 do 2006 nadalje tudi predsednik inštituta za državno znanost. Manoschek se je v sklopu svojega znanstvenega dela pred vsem ukvarjal s prvo polovico 20. stoletja v Avstriji in Nemčiji. Udeležil se je tudi kot izdatelj publikacije raznih delov na tematiko zločince oborožene sile v drugi svetovni vojni. Poleg tega je po naročilu zveznega ministrstva za izobrazbo in raziskavo vodil raziskave o zgodovini žrtev NS- sodstva vojske. Prišel je do spoznanja, da je pri 1300 raziskovanih primerih avstrijskih prebežnikov oborožene sile samo pri dveh primerih prišlo do usmrtitvenega delikta. Novembra 2012 je sklopu 50. »Viennale« bilo pokazano dokumentacija Walterja Manoscheka. Dokumentacija z imenom Dann bin ich ja ein Mörder (Potem sem ja morilec) se zaposluje z zločincom končne faze v »Deutsch Schützen« (kraj v Avstriji). Elfriede Jelinek piše o tem filmu: »To je velika umetnost. To se je do zdaj zgodilo zelo redko, pač kot rečeno, prikaz brez vneme in besa, od nekoga, ki ima strastno sočustvovanje za žrtve, brez demoniziranja storilcev. Tukaj nekdo poskuša, ki za tega ve, kljub temu razumeti. To je zelo veliko.« 

## Politika
K volitvami državnega zbora leta 2008 je bil Manoschek od poročilne revije profil vprašan po svoji volivni odločitvi in se je izgovarjal za avstrijsko komunistično stranko: »SPÖ (avstrijska socialnodemokratična stranka) sklepa potencialno koalicijo z FPÖ (avstrijska svobodnjaška stranka) ali z BZÖ (zveza prihodnost Avstrija), to je demokratično politično gledano nemogoče. KPÖ (avstrijska komunistična stranka) zastopa jasna stališča, od katerih veliko zavzamem. Preden volim neveljavno, volim KPÖ.“ 

## Seznam sklicev
1. ↑  »Im Gespräch: Regisseur und Politikwissenschafter Walter Manoschek«. medienportal.univie.ac.at (v nemščini). Pridobljeno 12. junija 2018.
2. ↑  »Walter Manoschek«. www.waltermanoschek.at (v nemščini). Arhivirano iz prvotnega spletišča dne 20. julija 2013. Pridobljeno 12. junija 2018.
3. ↑  »Wahlentscheidung: KPÖ« (v nemščini). KPÖ Steiermark. Arhivirano iz prvotnega spletišča dne 12. junija 2018. Pridobljeno 12. junija 2018.